# Claudina
Las claudinas son proteínas de la zona de oclusión (o «unión estrecha») entre las células de los epitelios y endotelios que, en conjunto con las ocludinas, permiten formar barreras paracelulares y poros que determinan la permeabilidad de la unión.
En 1998, fueron descubiertas e identificadas por Furuse, Tsukita y colaboradores en el laboratorio de la Escuela de Medicina de la Universidad de Kioto.
Se han identificado por lo menos 24 claudinas diferentes y las diferencias en la distribución de estas proteínas podrían explicar las diferencias de permeabilidad en las zonas de oclusión.
Las claudinas desempeñan funciones importantes en los seres vivos. En el 2002 se descubrió una función relevante de las zonas de oclusión. Durante muchos años se pensó que la impermeabilidad de la piel de los mamíferos, se debía a la propiedad de la capa externa cornificada de la piel que contiene filamentos de proteína aglomerados y lípidos relacionados. Sin embargo, se descubrió que los ratones que carecen del gen para la claudina 1 morían poco después de nacer a causa de deshidratación. Otros animales que carecen de genes para estas proteínas son incapaces de desarrollar zonas de oclusión epidérmicas impermeables, por lo que sufren la pérdida de agua descontrolada.
| Claudinas | Claudinas                            | Claudinas                        | Claudinas                                                | Claudinas                    |
| Claudina  | Tejidos                              | Función paracelular              | Enfermedades                                             | Observaciones                |
| --------- | ------------------------------------ | -------------------------------- | -------------------------------------------------------- | ---------------------------- |
| 1         | Epidermis                            | Barrera epidérmica               | Hepatitis C                                              | Impermeable al agua          |
| 2         | Criptas intestinales                 | Aumenta permeabilidad a cationes | Enfermedad de Crohn                                      | WNK4                         |
| 3         | Vejiga humana                        | Zónula occludens en endotelios   | Sobreexpresión en cáncer                                 | WNK4                         |
| 4         | Vejiga humana                        | Zónula occludens                 | Hepatitis C                                              | Impermeable al agua          |
| 5         | Epitelio ovárico                     | Fortalece unión                  | Enfermedad de Crohn                                      | Pequeñas moléculas traspasan |
| 6         | Epitelio embrionario                 | Rol en maduración                |                                                          |                              |
| 7         | Epidermis                            | Epitelio humano                  | Incrementa permeabilidad Na+ Disminuye permeabilidad Cl- |                              |
| 8         | Duodeno, yeyuno, íleon, colon        | Barrera epidérmica               | Enfermedad de Crohn                                      |                              |
| 9         | Oído interno                         | Rol en maduración                |                                                          |                              |
| 10        | Oído interno                         |                                  |                                                          | 2 variantes                  |
| 11        | Células de Shwann-células de Sertoli | Conducción saltatoria            |                                                          | Conducción nerviosa          |
| 12        | Oído interno                         |                                  |                                                          | No PDZ                       |
| 13        | Duodeno, yeyuno, íleon, colon        | Rol en maduración                |                                                          |                              |
| 14        | Epitelio sensorial órgano de Corti   | Reduce permeabilidad cationes    | Sordera no sindrónica                                    | TMD2                         |
| 15        | Células endotelio renal              | Aumento permeabilidad Na+        |                                                          | ECL 1 ácido --> básico       |
| 16        | Rama ascendente asa de Henle         | Aumenta permeabilidad cationes   | Hipomagnesemia familiar                                  | 73 citosólico                |
| 17        | Riñón humano                         |                                  |                                                          |                              |
| 18        | Oído interno                         |                                  | Cáncer gástrico                                          | T/EBP/NKX2.1                 |
| 19        | Riñón, retina                        | Reduce permeabilidad cationes    | Hipomagnesemia familiar                                  | Conducción nerviosa          |
| 20        | ARNm:piel humana                     |                                  | Condrosarcoma                                            |                              |
| 21        | Secuencia ADN humano                 |                                  |                                                          |                              |